# أمل المختار
أمل المختار هي كاتبة وشاعرة كندية ولدت في 13 ديسمبر 1984.